# Шарди, Жереми
Жереми́ Шарди́ (фр. Jérémy Chardy; родился 12 февраля 1987 года в По, Франция) — французский профессиональный теннисист; финалист одного турнира Большого шлема в парном разряде (Открытый чемпионат Франции-2019); победитель восьми турниров основного тура ATP (один — в одиночном разряде); победитель одного юниорского турнира Большого шлема в одиночном разряде (Уимблдон-2005); финалист одного юниорского турнира Большого шлема в одиночном разряде (Открытый чемпионат США-2005); финалист одного юниорского турнира Большого шлема в парном разряде (Открытый чемпионат Франции-2005); бывшая третья ракетка мира в юниорском рейтинге.

## Общая информация
Жереми — младший из трёх детей Ги и Мариз Шарди; его сестру зовут Стефани, а брата — Тьерри.
Француз в теннисе с шести лет. Его любимый удар — подача.

## Спортивная карьера

### Начало карьеры
В апреле 2005 года Шарди выиграл первый турнир из серии «фьючерс» у себя на родине во Франции. В июне он получил уайлд-кард на парный розыгрыш Ролан Гаррос, ставшим первым взрослым турниром Большого шлема в его карьере. В 2005 году, выступая параллельно на юниорском уровне, Жереми выиграл Уимблдонский турнир среди юношей, а также дошёл до финала юниорского Открытого чемпионата США.
В мае 2006 года в качестве лаки лузера Шарди попал на турнир в Оэйраше, ставшим первым турниром в основных соревнованиях ATP-тура в одиночном разряде. В том же месяце француз получил уайлд-кард на Открытый чемпионат Франции, где он победил Йонаса Бьоркмана в первого раунде, а во втором проиграл в четырёх сетах № 15 посева Давиду Ферреру. В апреле 2007 года в Сан-Луис-Потоси Шарди выиграл дебютный «челленджере» в парном разряде в дуэте с Марсело Мело. Дебютный «челленджер» в одиночках он выигрывает в июне в Кошице. Следующую победу на «челленджере» он одерживает в октябре в Барнстапле.
В мае 2008 года Жереми сыграл в финале «челленджера» в Марракеше, где проиграл будущему полуфиналисту Роллан Гарроса Гаэлю Монфису. После этого он отправился на Ролан Гаррос, где смог заявить о себе, пройдя в четвёртый раунд. Попав в основную сетку благодаря уайлд-карду, Шарди во втором раундее обыграл в пяти сетах № 6 в мире на тот момент Давида Налбандяна со счётом 3-6, 4-6, 6-2, 6-1, 6-2. Он продолжил своё восхождение, победив в третьем раунде Дмитрия Турсунова — 7-6(1), 6-3, 6-4, а в борьбе за выход в четвертьфинал уступил Николаса Альмагро — 6-7(0), 6-7(7), 5-7. Выступление на Ролан Гаррос позволило Жереми войти в Топ-100 одиночного рейтинга ассоциации. На дебютном в основе Уимблдонском турнире он вышел во второй раунд. В июле француз смог выйти в четвертьфинал турнира в Гштаде. а в начале августа выиграл «челленджер» в Граце. На Открытом чемпионате США, где он также впервые сыграл в основе, Шарди выбывает на стадии второго раунда. В октябре он второй раз в сезоне попал в четвертьфинал турнира АТП на кубке Кремля в Москве.

### 2009—2012 (первый титул ATP)

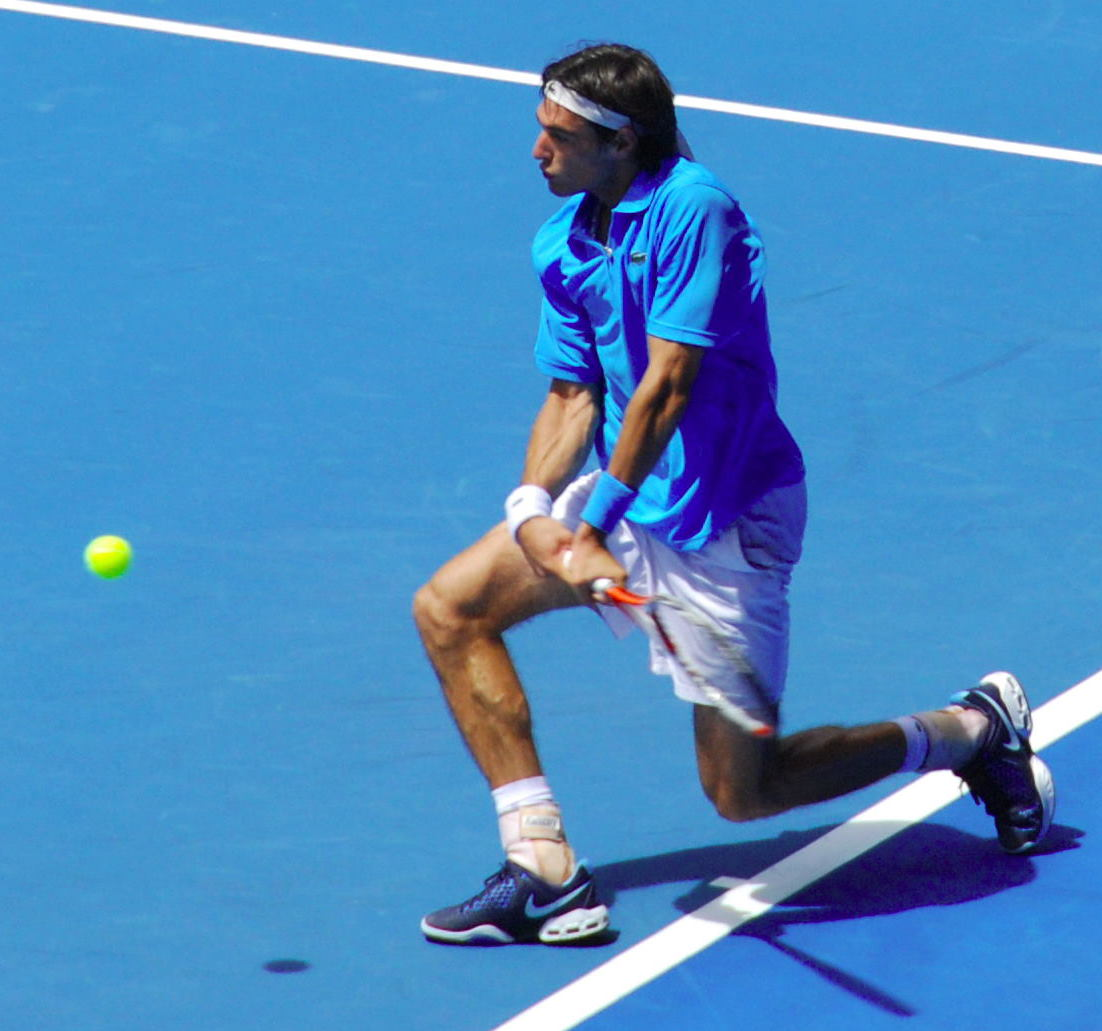
Жереми Шарди на Открытом чемпионате Австралии 2009 года

В начале сезона 2009 года Шарди смог выйти в четвертьфинал турнира в Сиднее, где он уступил Ришару Гаске. На Открытом чемпионате Австралии он проиграл во втором раунде будущему чемпиону Новаку Джоковичу в трёх сетах. На следующем для себя турнире в Йоханесбурге он дошёл до полуфинала, где сразился против № 13 в рейтинге Давида Феррера. Избежав трёх матчболов во втором сете, Шарди обыграл его — 1-6, 7-6(9), 7-6(4), и вышел в свой первый финал турниров ATP. Тем не менее, он проиграл решающий матч № 14 в мире Жо-Вильфриду Тсонга — 6-4, 7-6(5). На зальном турнире в Делрей-Бич французский теннисист вышел в полуфинал. Следующего полуфинала он достиг в мае на грунтовом турнире в Мюнхене. НА Открытом чемпионате Франции Шарди вышел в стадию третьего раунда, где проиграл немцу Томми Хаасу. перейдя в июне на траву, он вышел в четвертьфинал в Хертогенбосе. На Уимблдоне Шарди проиграл в первом раунде будущему финалисту Энди Роддику. В сентябре 2009 года
В июле 2009 года Шарди завоевал свой первый титул на соревнованиях ассоциации. Он стал чемпионом турнира в Штутгарте. На пути к победе Жереми обыграл Хосе Акасусо, Мартина Вассальо Аргуэльо, Мишу Зверева,Николаса Кифера и в финале румына Виктора Ханеску со счётом 1-6, 6-3, 6-4. В том же месяце Шарди сыграл в четвертьфинале турнира в Гштаде. В сентябре он дебютировал за сборную Франции в розыгрыше Кубка Дэвиса, сыграв одну парную встречу. В октябре в дуэте с Ришаром Гаске смог достичь парного финала турнира в Санкт-Петербурге.
В январе 2010 года Шарди выиграл парный приз турнира в Брисбене, где он сыграл в альянсе с Марком Жикелем. В феврале он вышел в четвертьфинал на турнире в Делрей-Бич. На Уимблдонском турнире француз в том сезоне впервые вышел в третий раунд. В июле он сыграл в 1/4 финала Гштаде. В августе Шарди обратил на себя внимание своим выступлением на турнире серии мастерс в Торонто. Шарди по ходу соревнований обыграл сразу двух теннисистов из Топ-10: № 9 Фернандо Вердаско (6-7(7), 7-6(5), 6-2) и № 6 Николая Давыденко (6-3, 6-2). Таким образом, Жереми смог выйти в четвертьфинал, где уступил Новаку Джоковичу. До конца сезона он ещё один раз сыграл в четвертьфинале в сентябре на турнире в Бухаресте.
Начало сезона 2011 года у Шарди получилось не лучшим образом. Он проиграл стартовые поединки на шести турнирах подряд. При этом в этот период он выиграл два матча в кубке Дэвиса и помог Франции одолеть сборную Австрии, выиграв два одиночных матча, в том числе у десятой ракетки мира Юргена Мельцера. Из-за низких результатов по ходу сезона Шарди вылетел из первой сотни рейтинга и чаще стал играть на турнирах серии «челленджер». В начале октября он выиграл «челленджер» в Мадриде. Лучшим выступлением в сезоне для него стало участие в кубке Крелмя в Москве. Начав с квалификации, Шарди удалось дойти до полуфинала турнира.
На старте сезона 2012 года Шарди выиграл «челленджер» в Нумеа и вернул себе место в Топ-100. В феврале он вышел в полуфинал турнира Винья-дель-Маре и четвертьфинал в Акапулько. В апреле Жереми добрался до четвертьфинала турнира в Касабланке. В июле он завоевал парный титул на турнире в Штутгарте, где сыграл в команде с Лукашом Куботом. На турнире в Гамбурге он вышел в четвертьфинал. На мастерсе в Торонто Шарди во втором раунде смог переиграть № 6 в мире Жо-Вильфрида Тсонга (6-4, 7-6(4)), но уже в следующем матче проиграл Марселю Гранольерсу. Ещё одну значимую победу Шарди одержал на следующем мастерсе в Цинциннати. Уже в первом раунде он обыграл № 21 в мире Энди Роддика, а в матче третьего раунда Жерерми одолел № 4 Энди Маррея и вышел в четвертьфинал. На этой стадии француз уступил Хуану Мартину дель Потро. На Открытом чемпионате США он улучшил свой результат, достигнув стадии третьего раунда.

### 2013—2016 (четвертьфинал в Австралии)

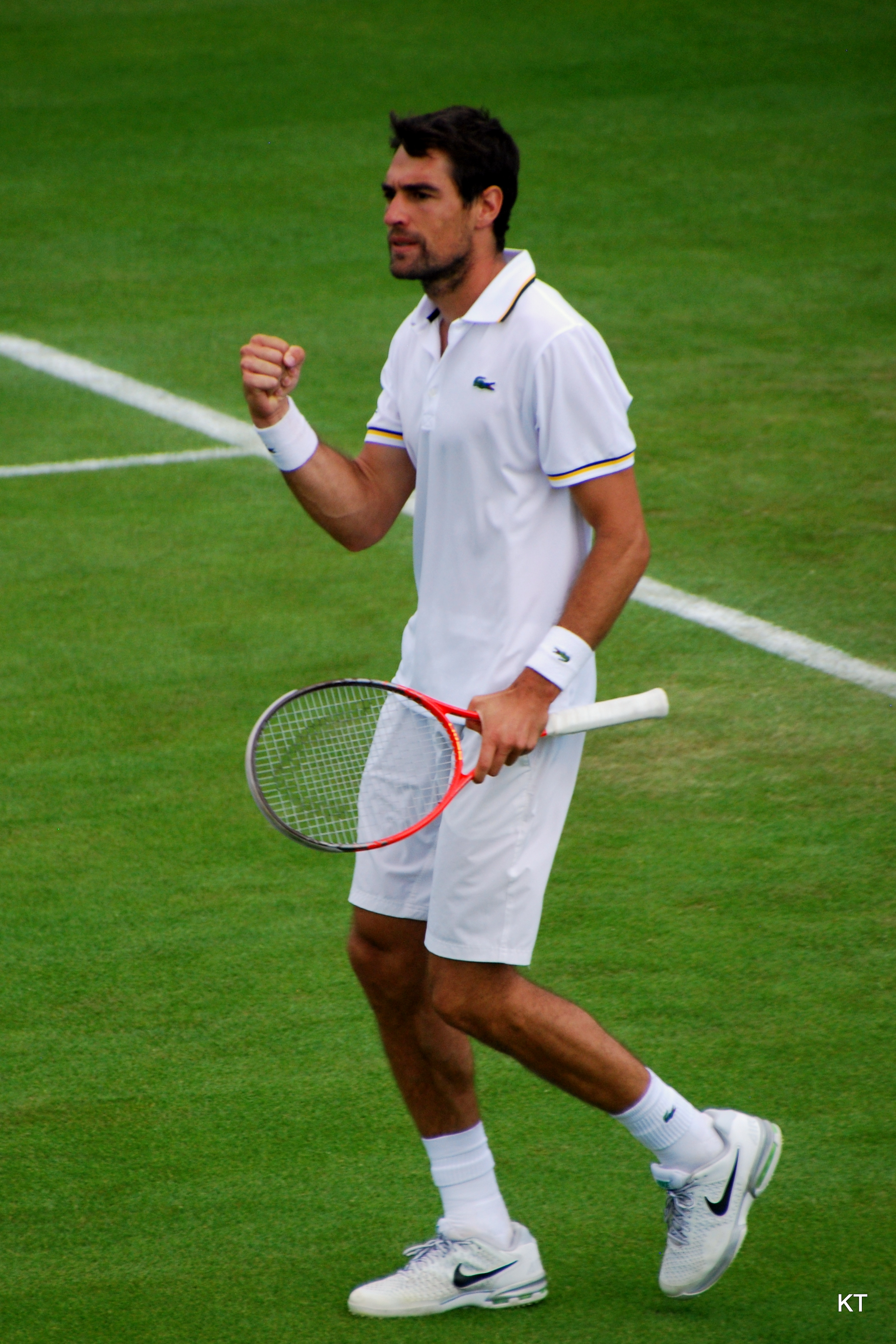
Жереми Шарди на Уимблдонском турнире 2013 года

В январе 2013 года Шарди вышел в свой первый четвертьфинал Большого шлема. На Австралийском чемпионате он в третьем раунде смог обыграть седьмую ракетку мира Хуана Мартина дель Потро, затратив на победу все пять сетов. В матче за выход в четвертьфинал Жереми выиграл у № 23 в мире Андреаса Сеппи. В 1/4 в соперники Шарди достался Энди Маррей. Британец оказался на голову сильнее и разгромил француза в трёх сетах. Благодаря этому выступлению, Шарди смог прыгнуть в рейтинге на 25-е место — наивысшая позиция в карьере француза. В феврале он сыграл в полуфинале турнира в Винья-дель-Маре. На Ролан Гаррос в мае он добрался до третьего раунда, уступив там соотечественнику Тсонге. В июне в Хертогенбосе шарди вышел в четвертьфинал. На Уимблдоне он в третьем раунде встретился с первой ракеткой мира Новаком Джоковичем и проиграл фавориту турнира. В конце сезона Шарди сыграл в четвертьфинале турнира в Валенсии.
Очередной спортивный сезон 2014 года Шарди начинает с выхода в полуфинал турнира в Брисбене. На Открытом чемпионате Австралии он добрался до стадии третьего раунда. На двух февральских турнирах в Винья-дель-Маре и Буэнос-Айресе Жереми прошел в четвертьфинал. В мае на мастерсе в Риме он одержал победу над Роджером Федерером (3-6, 7-5, 2-6) и в целом добрался до четвертьфинала. В июне на траве в Истборне Шарди также дошёл до четвертьфинала. На Уимблдонском турнире француз впервые в карьере вышел в стадию четвёртого раунда. В октябре он сыграл в четвертьфинале в Токио и полуфинале в Валенсии.
Первый раз до четвертьфинала в 2015 году Шарди добрался в феврале на турнире в Марселе. В апреле он вышел в четвертьфинал на грунте в Хьюстоне. На Открытом чемпионате Франции Жереми обыграл двух теннисистов из Топ-20: Джона Изнера и Давида Гоффена. В четвёртом раунде он встретился с Энди Марреем и проиграл ему в четырёх сетах. В июле Шарди одержал победу в парном розыгрыше турнира в Бостаде, выступив совместно с Лукашом Куботом. В августе он впервые в карьере вышел в полуфинал турнира серии мастерс. Произошло это на турнире в Монреале. В матче за выход в финал Шарди не смог одолеть лидера мировой классификации Новака Джоковича. В третьем раунде Открытого чемпионата США французский теннисист смог обыграть седьмую ракетку мира Давида Феррера — 7-6(6), 4-6, 6-3, 6-1. В следующем раунде он проиграл № 9 в мире Марину Чиличу. Лучшим результатом осенней части сезона стал выход в четвертьфинал в Стокгольме.
На старте 2016 года Жереми вышел в четвертьфинал на турнирах в Дохе и Сиднее. В феврале он вышел в ту же стадию на турнире в Делрей-Бич. На Ролан Гаррос француз прошёл в третий раунд, где уступил прошлогоднему чемпиону Стэну Вавринке. В июле он сыграл в 1/4 финала в Умаге.

### 2017—2019 (парный финал на Ролан Гаррос)

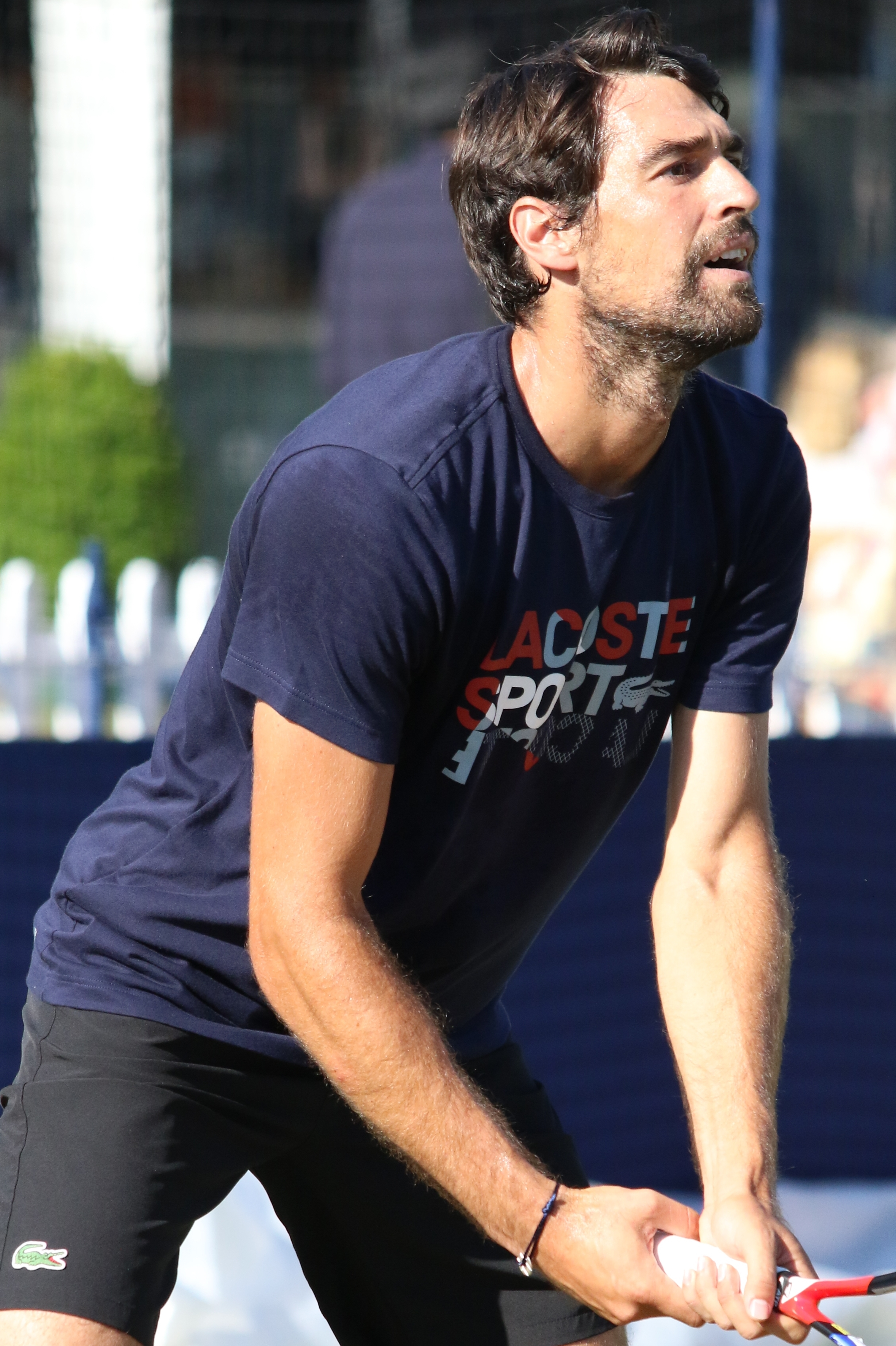
Шарди на турнире в Истборне 2017 года

В январе 2017 года Шарди завоевал ещё один парный титул, выиграв его на турнире в Дохе в дуэте с Фабрисом Мартеном. На турнире в Окленде он вышел в четвертьфинал в одиночках. В феврале он сыграл в 1/4 финала в Монпелье. В марте на мастерсе в Майами Жереми одолел во втором раунде № 9 в мире Марина Чилича, но уже в следующем раунде выбыл с турнира. В апреле в составе сборной Франции он сыграл в четвертьфинале кубка Дэвиса против Великобритании и помог своей команде одолеть соперника, выиграв оба своих матча. В мае Шарди с Мартеном вышел в парный финал в Мюнхене, и финал на «челленджере» в Экс-ан-Провансе в обоих разрядах.
В марте 2018 года Шарди смог доиграть до четвёртого раунда на Мастерсах в Индиан-Уэлсе и Майами, где смог среди прочих обыграть № 4 в мире Григора Димитрова (6-4, 6-4). В мае Жереми добрался до полуфинала турнира в Стамбуле. В июне смог выиграть «челленджер» на траве в Сербитоне, а затем дошёл до финала турнира основного тура в Хертогенбосе, но проиграл в двух сетах французу Ришару Гаске (3-6, 6-7). На следующем турнире в Лондоне он продолжил удачную серию дошёл до полуфинала, где проиграл сербу Новаку Джоковичу. На Открытом чемпионате США дошёл до второго раунда, но проиграл южноафриканцу Кевину Андерсону в трёх сетах.
В начале сезона Шарди смог выйти в полуфинал на турнире в Брисбене. На Открытом чемпионате Австралии он выступил неудачно, проиграв во втором круге как в одиночном, так и в парном разряде. В феврале он вышел в четвертьфинал в Монпелье, а затем последовал ряд успехов в паре. Вместе с Хенри Континеном он выиграл турнир в Роттердаме, а с Фабрисом Мартеном в Марселе. Именно Мартен стал главным партнёром Шарди по ходу сезона. С ним последовала победа в начале грунтового сезона на турнире в Кашкайше. Неудачно сыграв пару с Жилем Симоном и Давидом Гоффеном на Мастерсах в Мадриде и Риме соответственно, он объединился с Мартеном для игры в Открытом чемпионате Франции. По ходу турнира они обыграли такие пары, как Лукаш Кубот / Марсело Мело и Хуан Себастьян Кабаль / Роберт Фара. Они дошли до финала, где уступили сенсационной паре немецких теннисистов Кевину Кравицу и Андреасу Мису — 2-6, 6-7(3).
На Уимблдоне 2019 года Шарди проиграл во втором круге Давиду Гоффену в трёх сетах. В июле он смог выйти в четвертьфинал на турнирах в Бостаде, Гамбурге и Кицбюэле. На Открытом чемпионате США он дошёл до второго раунда, но проиграл Стэну Вавринке в четырёх сетах, а в парном разряде с Мартеном дошёл до третьего раунда. В октябре Шарди смог пройти в четвертьфинал турнира в Москве. На последнем в сезоне Мастерсе в Париже французский теннисист, начав с квалификации, смог обыграть № 4 в мире Даниила Медведева — 4-6, 6-2, 6-4 и пройти в третий раунд.

### 2020—2021
Неполный сезон 2020 года в одиночном разряде Шарди не смог пройти на турнирах, в которых принимал участие далее второго раунда. В парном разряде он отметился выходом финал Мастерса в Риме в сентябре в дуэте с Фабрисом Мартеном.
В начале январе 2021 года, Жереми принял участие в турнире в турецкой Анталье, где стал полуфиналистом. В полуфинале он уступил в трёх сетах казахстанскому теннисисту Александру Бублику. Перед стартом Открытого чемпионата Австралии Жереми дошёл до полуфинала ещё одного турнира в Мельбурне, где уступил британцу Даниэлю Эвансу. Там же он доиграл до финала парного разряде совместно с Мартеном. На Открытом чемпионате Австралии он проиграл будущему чемпиону Новаку Джоковичу в первом раунде. В марте Шарди смог записать в свой актив два четвертьфинала: в Роттердаме и Дубае, благодаря этим успешным выступлениям он на одну неделю вернулся в топ-50 мирового рейтинга.
Жереми также дошёл до четвертьфинала на Олимпийских играх, победив Томаса Барриоса, Аслана Карацева и Лиама Броуди. В четвертьфинале он проиграл Александру Звереву. В сентябре, после проигрыша в первом раунде Открытого чемпионата США, Жереми объявил, что приостанавливает выступления из-за осложнений вызванных вакциной от коронавируса COVID-19. «С тех пор, как я получил прививку, у меня возникла проблема, у меня много проблем. В результате я не могу тренироваться, я не могу играть», — сказал Шарди в интервью журналистам.

### 2023
В 2022 году Шарди не выступал, но вернулся на корты в 2023 году. На Открытом чемпионате Австралии Шарди и Фабрис Мартен сумели дойти до полуфинала парного разряда, где проиграли Юго Нису и Яну Зелиньскому в трёх сетах. Благодаря этому Шарди поднялся сразу на 108-е место в парном рейтинге. Однако затем за весь сезон Шарди выиграл только один матч в парном разряде. В одиночном разряде свой единственный матч Шарди также выиграл в первом круге Открытого чемпионата Австралии. Последним турниром для Шарди стал Уимблдон 2023 года.

## Рейтинг на конец года
| Год  | Одиночный рейтинг | Парный рейтинг |
| ---- | ----------------- | -------------- |
| 2023 | 519               | 111            |
| 2022 | —                 | —              |
| 2021 | 107               | 58             |
| 2020 | 75                | 34             |
| 2019 | 51                | 30             |
| 2018 | 40                | 135            |
| 2017 | 78                | 93             |
| 2016 | 69                | 105            |
| 2015 | 31                | 46             |
| 2014 | 29                | 66             |
| 2013 | 34                | 92             |
| 2012 | 32                | 87             |
| 2011 | 103               | 137            |
| 2010 | 45                | 76             |
| 2009 | 32                | 136            |
| 2008 | 75                | 438            |
| 2007 | 192               | 230            |
| 2006 | 261               | 487            |
| 2005 | 564               | 960            |
| 2004 | 1197              | 1760           |

По данным официального сайта ATP на последнюю неделю года.

## Выступления на турнирах

### Финалы турнировATPв одиночном разряде (3)

#### Победы (1)
| Легенда                                |
| -------------------------------------- |
| Турниры Большого шлема (0)*            |
| Итоговый турнир ATP (0)                |
| Мастерс (0)                            |
| ATP International Gold / АТР 500 (0+1) |
| ATP International / АТР 250 (1+6)      |

| Титулы по покрытиям | Титулы по месту проведения матчей турнира |
| ------------------- | ----------------------------------------- |
| Хард (0+4)*         | Зал (0+2)                                 |
| Грунт (1+3)         | Зал (0+2)                                 |
| Трава (0)           | Открытый воздух (1+5)                     |
| Ковёр (0)           | Открытый воздух (1+5)                     |

* количество побед в одиночном разряде + количество побед в парном разряде.
| №  | Дата         | Турнир             | Покрытие | Соперник в финале | Счёт        |
| 1. | 19 июля 2009 | Штутгарт, Германия | Грунт    | Виктор Ханеску    | 1-6 6-3 6-4 |

#### Поражения (2)
| №  | Дата           | Турнир                  | Покрытие | Соперник в финале  | Счёт       |
| 1. | 8 февраля 2009 | Йоханнесбург, ЮАР       | Хард     | Жо-Вильфрид Тсонга | 4-6 6-7(5) |
| 2. | 17 июня 2018   | Хертогенбос, Нидерланды | Трава    | Ришар Гаске        | 3-6 6-7(5) |

### Финалычелленджерови фьючерсов в одиночном разряде (13)

#### Победы (7)
| Титулы             |
| Челленджеры (6+1)* |
| Фьючерсы (1+1)     |

| Титулы по покрытиям | Титулы по месту проведения матчей турнира |
| ------------------- | ----------------------------------------- |
| Хард (2)*           | Зал (1)                                   |
| Грунт (4+2)         | Зал (1)                                   |
| Трава (1)           | Открытый воздух (6+2)                     |
| Ковёр (0)           | Открытый воздух (6+2)                     |

* количество побед в одиночном разряде + количество побед в парном разряде.
| №  | Дата            | Турнир                    | Покрытие   | Соперник в финале        | Счёт              |
| 1. | 3 апреля 2005   | Грас, Франция             | Грунт      | Стефан Вотерс            | 6-3 6-2           |
| 2. | 16 июня 2007    | Кошице, Словакия          | Грунт      | Денис Гремельмайр        | 4-6 7-6(5) 6-4    |
| 3. | 27 октября 2007 | Барнстапл, Великобритания | Хард (зал) | Штефан Боли              | 7-6(4) 6-7(1) 7-5 |
| 4. | 2 августа 2008  | Грац, Австрия             | Грунт      | Серхио Ройтман           | 6-2 6-1           |
| 5. | 2 октября 2011  | Мадрид, Испания           | Грунт      | Даниэль Химено Травер    | 6-1 5-7 7-6(3)    |
| 6. | 7 января 2012   | Нумеа, Новая Каледония    | Хард       | Адриан Менендес Масейрас | 6-4 6-3           |
| 7. | 10 июня 2018    | Сербитон, Великобритания  | Трава      | Алекс де Минор           | 6-4 4-6 6-2       |

#### Поражение (6)
| №  | Дата           | Турнир                    | Покрытие   | Соперник в финале     | Счёт           |
| 1. | 15 января 2006 | Барнстапл, Великобритания | Хард (зал) | Стефан Робер          | 6-7(3) 1-6     |
| 2. | 25 марта 2006  | Хемиссет, Марокко         | Грунт      | Душан Карол           | 6-3 3-6 6-7(7) |
| 3. | 17 мая 2008    | Марракеш, Марокко         | Грунт      | Гаэль Монфис          | 6-7(2) 6-7(6)  |
| 4. | 12 июня 2011   | Ноттингем, Великобритания | Трава      | Дуди Села             | 4-6 6-3 5-7    |
| 5. | 6 мая 2012     | Тунис, Тунис              | Грунт      | Рубен Рамирес Идальго | 1-6 4-6        |
| 6. | 14 мая 2017    | Экс-ан-Прованс, Франция   | Грунт      | Фрэнсис Тиафо         | 3-6 6-4 6-7(5) |

### Финалы турниров Большого шлема в парном разряде (1)

#### Поражения (1)
| №  | Год  | Турнир                     | Покрытие | Партнёр       | Соперники в финале       | Счёт       |
| 1. | 2019 | Открытый чемпионат Франции | Грунт    | Фабрис Мартен | Кевин Кравиц Андреас Мис | 2-6 6-7(3) |

### Финалы турнировATPв парном разряде (17)

#### Победы (7)
| №  | Дата            | Турнир                | Покрытие   | Партнёр        | Соперники в финале                | Счёт              |
| 1. | 10 января 2010  | Брисбен, Австралия    | Хард       | Марк Жикель    | Лукаш Длоуги Леандер Паес         | 6-3 7-6(5)        |
| 2. | 15 июля 2012    | Штутгарт, Германия    | Грунт      | Лукаш Кубот    | Михал Мертиняк Андре Са           | 6-1 6-3           |
| 3. | 26 июля 2015    | Бостад, Швеция        | Грунт      | Лукаш Кубот    | Хуан Себастьян Кабаль Роберт Фара | 6-7(6) 6-3 [10-8] |
| 4. | 6 января 2017   | Доха, Катар           | Хард       | Фабрис Мартен  | Вашек Поспишил Радек Штепанек     | 6-4 7-6(3)        |
| 5. | 17 февраля 2019 | Роттердам, Нидерланды | Хард (зал) | Хенри Континен | Жан-Жюльен Ройер Хория Текэу      | 7-6(5) 7-6(4)     |
| 6. | 24 февраля 2019 | Марсель, Франция      | Хард (зал) | Фабрис Мартен  | Бен Маклахлан Матве Мидделкоп     | 6-3 6-7(4) [10-3] |
| 7. | 5 мая 2019      | Кашкайш, Португалия   | Грунт      | Фабрис Мартен  | Люк Бэмбридж Джонни О'Мара        | 7-5 7-6(3)        |

#### Поражения (10)
| №   | Дата             | Турнир                     | Покрытие   | Партнёр         | Соперники в финале                 | Счёт              |
| 1.  | 1 ноября 2009    | Санкт-Петербург, Россия    | Хард (зал) | Ришар Гаске     | Кен Скупски Колин Флеминг          | 6-2 5-7 [4-10]    |
| 2.  | 25 июля 2010     | Гамбург, Германия          | Грунт      | Поль-Анри Матьё | Марк Лопес Давид Марреро           | 3-6 6-2 [8-10]    |
| 3.  | 26 февраля 2011  | Дубай, ОАЭ                 | Хард       | Фелисиано Лопес | Сергей Стаховский Михаил Южный     | 6-4 3-6 [3-10]    |
| 4.  | 28 апреля 2012   | Бухарест, Румыния          | Грунт      | Лукаш Кубот     | Роберт Линдстедт Хория Текэу       | 6-7(2) 3-6        |
| 5.  | 13 июля 2014     | Бостад, Швеция             | Грунт      | Оливер Марах    | Юхан Брунстрём Николас Монро       | 6-4 6-7(5) [7-10] |
| 6.  | 26 октября 2014  | Валенсия, Испания          | Хард (зал) | Кевин Андерсон  | Жан-Жюльен Ройер Хория Текэу       | 4-6 2-6           |
| 7.  | 7 мая 2017       | Мюнхен, Германия           | Грунт      | Фабрис Мартен   | Хуан Себастьян Кабаль Роберт Фара  | 3-6 3-6           |
| 8.  | 8 июня 2019      | Открытый чемпионат Франции | Грунт      | Фабрис Мартен   | Кевин Кравиц Андреас Мис           | 2-6 6-7(3)        |
| 9.  | 20 сентября 2020 | Рим, Италия                | Грунт      | Фабрис Мартен   | Марсель Гранольерс Орасио Себальос | 4-6 7-5 [8-10]    |
| 10. | 7 февраля 2021   | Мельбурн, Австралия        | Хард       | Фабрис Мартен   | Никола Мектич Мате Павич           | 6-7(2) 3-6        |

### Финалычелленджерови фьючерсов в парном разряде (5)

#### Победы (2)
| №  | Дата          | Турнир                   | Покрытие | Партнёр      | Соперники в финале              | Счёт    |
| 1. | 25 марта 2006 | Хемиссет, Марокко        | Грунт    | Душан Карол  | Фабио Коланджело Марко Круньола | 7-5 7-5 |
| 2. | 7 апреля 2007 | Сан-Луис-Потоси, Мексика | Грунт    | Марсело Мело | Хорхе Агилар Пабло Гонсалес     | 6-0 6-3 |

#### Поражения (3)
| №  | Дата            | Турнир                        | Покрытие | Партнёр          | Соперницы в финале           | Счёт            |
| 1. | 18 августа 2007 | Грац, Австрия                 | Грунт    | Предраг Русевски | Себастьян Декуд Юрий Щукин   | 6-3 3-6 [7-10]  |
| 2. | 9 сентября 2007 | Алфен-ан-ден-Рейн, Нидерланды | Грунт    | Предраг Русевски | Леонардо Адзаро Ловро Зовко  | 3-6 3-6         |
| 3. | 14 мая 2017     | Экс-ан-Прованс, Франция       | Грунт    | Андре Бегеман    | Уэсли Колхоф Матве Мидделкоп | 6-2 4-6 [14-16] |

### Финалы командных турниров (1)

#### Поражения (1)
| №  | Год  | Турнир       | Команда                                                | Соперник в финале                           | Счёт |
| 1. | 2018 | Кубок Дэвиса | Франция Н.Маю, Л.Пуй, Ж.-В.Тсонга, Ж.Шарди, П.-Ю.Эрбер | Хорватия И.Додиг, М.Павич, М.Чилич, Б.Чорич | 1-3  |

## Победы над теннисистами из топ-10
| №    | Игрок                  | Рейтинг | Турнир                       | Покрытие   | Этап      | Счёт                       |
| ---- | ---------------------- | ------- | ---------------------------- | ---------- | --------- | -------------------------- |
| 2008 |                        |         |                              |            |           |                            |
| 1.   | Давид Налбандян        | 7       | Открытый чемпионат Франции   | Грунт      | 2-й раунд | 3-6, 4-6, 6-2, 6-1, 6-2    |
| 2010 |                        |         |                              |            |           |                            |
| 2.   | Фернандо Вердаско      | 10      | Торонто, Канада              | Хард       | 2-й раунд | 6-7(7), 7-6(5), 6-2        |
| 3.   | Николай Давыденко      | 6       | Торонто, Канада              | Хард       | 3-й раунд | 6-3, 6-2                   |
| 2011 |                        |         |                              |            |           |                            |
| 4.   | Юрген Мельцер          | 10      | Кубок Дэвиса, Вена, Австрия  | Хард (зал) | группа    | 7-5, 6-4, 7-5              |
| 2012 |                        |         |                              |            |           |                            |
| 5.   | Жо-Вильфрид Тсонга     | 6       | Торонто, Канада              | Хард       | 2-й раунд | 6-4, 7-6(4)                |
| 6.   | Энди Маррей            | 4       | Цинциннати, США              | Хард       | 3-й раунд | 6-4, 6-4                   |
| 2013 |                        |         |                              |            |           |                            |
| 7.   | Хуан Мартин Дель Потро | 7       | Открытый чемпионат Австралии | Хард       | 3-й раунд | 6-3, 6-3, 6-7(3), 3-6, 6-3 |
| 2014 |                        |         |                              |            |           |                            |
| 8.   | Роджер Федерер         | 4       | Рим, Италия                  | Грунт      | 2-й раунд | 1-6, 6-3, 7-6(6)           |
| 2015 |                        |         |                              |            |           |                            |
| 9.   | Давид Феррер           | 7       | Открытый чемпионат США       | Хард       | 3-й раунд | 7-6(6), 4-6, 6-3, 6-1      |
| 2017 |                        |         |                              |            |           |                            |
| 10.  | Марин Чилич            | 9       | Майами, США                  | Хард       | 2-й раунд | 6-4, 2-6, 6-3              |
| 2018 |                        |         |                              |            |           |                            |
| 11.  | Григор Димитров        | 4       | Майами, США                  | Хард       | 3-й раунд | 6-4, 6-4                   |
| 2019 |                        |         |                              |            |           |                            |
| 12.  | Даниил Медведев        | 4       | Париж, Франция               | Хард (зал) | 2-й раунд | 4-6, 6-2, 6-4              |